# Ermanno Olmi
Ermanno Olmi (Bergamo, 1931. július 24. – Asiago, 2018. május 5.) César-díjas olasz filmrendező, forgatókönyvíró, operatőr.

## Életpályája
Az Edison-Volta erőműben tisztviselő volt, majd dokumentumfilm-rendező lett. 1959-től játékfilmrendező. 1961-ben 22 dicembre néven produkciós céget alapított, majd részt vett a Hypothesis Cinema megalapításában. 1961–1965 között a Milan Film munkatársa volt.
Első filmje a Megállt az idő (1959) volt. 1963-tól Tullio Kezichnek is több filmet készített: az 1965-ös És jött egy ember című XXIII. János pápa életéről szól, az 1974-es A körülmény a kortárs középosztály morális romlottságát mutatta be. A legnagyobb sikert az 1978-ban készített A facipő fája hozta meg számára. Ezzel három díjat is „besöpört”: az Arany Pálmát, a francia filmkritikusok díját, valamint a legjobb külföldi filmnek járó César-díjat is. Az 1983-as Zarándokút című filmben nemcsak rendező és forgatókönyvíró volt, hanem a film operatőre is. 1987-es Éljen soká a királynő! című filmje hasonlított az 1961-ben elkészített Az álláshoz, amely a felnőttéválásról szólt. 1993-ban bemutatott filmje, Az öreg erdő titka is a létkérdésekkel foglalkozik. Utolsó három filmje – A fegyverek mestersége (2001), Dal a bordélyházból (2002) és a Száz szög (2007) – az örök dilemmákat tárgyalja (pl. a háború-béke, élet-halál).

## Filmjei

### Rendezőként és forgatókönyvíróként
- Megállt az idő (1959)
- Az állás (1961)
- A jegyesek (1963)
- És jött egy ember (1965)
- Azon a bizonyos napon (1969)
- Nyáron (1971) (operatőr is)
- A körülmény (1974)
- A facipő fája (1978) (operatőr is)
- Zarándokút (1983) (operatőr is)
- Éljen soká az úrnő! (1987) (operatőr is)
- A szent részeg legendája (1988)
- A folyó mentén (1992) (operatőr is)
- Az öreg erdő titka (1993)
- A Biblia – A teremtés és a vízözön (1994)
- A fegyverek mestersége (2001)
- Dal a bordélyházból (2002)
- Tickets (2005)
- Száz szög (2007)
- A kartondoboz falu (2011)
- Kinő majd a fű a harcmezőkön (2014)

### Csak rendezőként
- 12 olasz város – 12 olasz filmrendező (1989)

## Díjai
- David di Donatello-díj (1962, 1982, 1989, 2002)
- Cannes-i Arany Pálma-díj (1978) A facipő fája
- Ezüst Szalag díj (1979, 1986, 1989, 2004)
- A francia filmkritikusok díja (1979) A facipő fája
- César-díj a legjobb külföldi filmnek (1979) A facipő fája
- A velencei Ezüst Oroszlán-díj (1987) Éljen soká az űrnő!
- Arany Oroszlán díj (1988) A szent részeg legendája
- Montréáli életműdíj (1992)
- Luchino Visconti-díj (1992)
- Locarnói Tiszteletbeli Leopárd-díj (2004)